# Liga Juvenil de la UEFA 2013-14
La Liga Juvenil de la UEFA 2013-14 es la 1.ª edición de la competición. Se disputó entre septiembre de 2013 y mayo de 2014. La competición fue compuesta por los equipos juveniles de los clubes que lograron su clasificación para la fase de grupos de la Liga de Campeones de la UEFA 2013-14. En esta ocasión la final se realizó en el Centre Sportif de Colovray de la ciudad de Nyon en Suiza.
En la primera edición del campeonato se alzó con el trofeo el F. C. Barcelona, tras vencer en la final al S. L. Benfica por 0-3 gracias a la gran actuación de Munir El Haddadi.

## Estadio de la final
Las semifinales y la final se jugarán en formato de fase final en el Colovray stadium, en Nyon, Suiza. No habrá partido por el tercer puesto. 

## Distribución de equipos por Asociaciones
Un total de treinta y dos equipos participan en la Liga Juvenil de la UEFA 2013–14, procedentes de los equipos matrices pertenecientes a las asociaciones de la UEFA con competición propia de liga (y que previamente consiguieron su clasificación para la fase de grupos de la Liga de Campeones de la UEFA 2013-14). Las plazas de grupos se distribuyeron al igual que la citada competición disputada por los primeros equipos.

## Equipos participantes
En la fase de grupos participaron los treinta y dos equipos juveniles cuyos equipos matrices lograron su clasificación para la fase de grupos de la Liga de Campeones de la UEFA 2013-14:

| Equipos participantes           | Equipos participantes                        | Equipos participantes                 | Equipos participantes          |
| ------------------------------- | -------------------------------------------- | ------------------------------------- | ------------------------------ |
| Fútbol Club Barcelona           | Club Atlético de Madrid                      | Futbolʹnyĭ Klub Zenit Sankt-Peterburg | Football Club København        |
| Bayern de Múnich                | Futbolny Klub Shajtar Donetsk                | Manchester City Football Club         | Società Sportiva Calcio Napoli |
| Chelsea Football Club           | Associazione Calcio Milan                    | Amsterdamsche Football Club Ajax      | Royal Sporting Club Anderlecht |
| Real Madrid Club de Fútbol      | Fußball-Club Gelsenkirchen-Schalke           | Ballspielverein Borussia              | Celtic Football Club           |
| Manchester United Football Club | Olympique de Marsella                        | Fussballclub Basel                    | Fotbal Club Steaua de Bucarest |
| Arsenal Football Club           | Professionalʹnyĭ Futbolʹnyĭ Klub CSKA Moskva | PΑΕ Olympiakós                        | Football Club Viktoria Plzeň   |
| Fútbol Club Oporto              | Paris Saint-Germain Football Club            | Galatasaray Spor Kulübü               | Real Sociedad de Fútbol        |
| Sport Lisboa e Benfica          | Juventus Football Club                       | Bayer Leverkusen Fußball GmbH         | Fussball Klub Austria Wien     |

|  | Equipos clasificados para los Octavos de final. |
|  | Equipo eliminado.                               |

## Fase de grupos

### Grupo A
| Equipo                  | Pts | PJ | PG | PE | PP | GF | GC | Dif |
| ----------------------- | --- | -- | -- | -- | -- | -- | -- | --- |
| Real Sociedad           | 10  | 6  | 3  | 1  | 2  | 9  | 6  | +3  |
| F. K. Shajtar Donetsk   | 9   | 6  | 2  | 3  | 1  | 9  | 8  | +1  |
| Bayer Leverkusen        | 7   | 6  | 2  | 1  | 3  | 11 | 14 | -3  |
| Manchester United F. C. | 7   | 6  | 2  | 1  | 3  | 9  | 10 | -1  |

| \| Fecha \| Lugar \| Local \| Resultado \| Visitante \| \| ------------------------ \| ----------------- \| ----------------------- \| --------- \| ----------------------- \| \| 17 de septiembre de 2013 \| Old Trafford \| Manchester United F. C. \| 4:3 \| Bayer 04 Leverkusen \| \| 17 de septiembre de 2013 \| Estadio de Anoeta \| Real Sociedad de Fútbol \| 3:2 \| F. K. Shajtar Donetsk \| \| 2 de octubre de 2013 \| Donbass Arena \| F. K. Shajtar Donetsk \| 2:1 \| Manchester United F. C. \| \| 2 de octubre de 2013 \| BayArena \| Bayer 04 Leverkusen \| 1:5 \| Real Sociedad de Fútbol \| \| 23 de octubre de 2013 \| BayArena \| Bayer 04 Leverkusen \| 1:2 \| F. K. Shajtar Donetsk \| \| 23 de octubre de 2013 \| Old Trafford \| Manchester United F. C. \| 0:1 \| Real Sociedad de Fútbol \| \| 5 de noviembre de 2013 \| Donbass Arena \| F. K. Shajtar Donetsk \| 2:2 \| Bayer 04 Leverkusen \| \| 5 de noviembre de 2013 \| Estadio de Anoeta \| Real Sociedad de Fútbol \| 0:2 \| Manchester United F. C. \| \| 27 de noviembre de 2013 \| BayArena \| Bayer 04 Leverkusen \| 3:1 \| Manchester United F. C. \| \| 27 de noviembre de 2013 \| Donbass Arena \| F. K. Shajtar Donetsk \| 0:0 \| Real Sociedad de Fútbol \| \| 9 de diciembre de 2013 \| Old Trafford \| Manchester United F. C. \| 1:1 \| F. K. Shajtar Donetsk \| \| 10 de diciembre de 2013 \| Estadio de Anoeta \| Real Sociedad de Fútbol \| 0:1 \| Bayer 04 Leverkusen \| |                   |                         |           |                         |
| Fecha | Lugar             | Local                   | Resultado | Visitante               |
| 17 de septiembre de 2013 | Old Trafford      | Manchester United F. C. | 4:3       | Bayer 04 Leverkusen     |
| 17 de septiembre de 2013 | Estadio de Anoeta | Real Sociedad de Fútbol | 3:2       | F. K. Shajtar Donetsk   |
| 2 de octubre de 2013 | Donbass Arena     | F. K. Shajtar Donetsk   | 2:1       | Manchester United F. C. |
| 2 de octubre de 2013 | BayArena          | Bayer 04 Leverkusen     | 1:5       | Real Sociedad de Fútbol |
| 23 de octubre de 2013 | BayArena          | Bayer 04 Leverkusen     | 1:2       | F. K. Shajtar Donetsk   |
| 23 de octubre de 2013 | Old Trafford      | Manchester United F. C. | 0:1       | Real Sociedad de Fútbol |
| 5 de noviembre de 2013 | Donbass Arena     | F. K. Shajtar Donetsk   | 2:2       | Bayer 04 Leverkusen     |
| 5 de noviembre de 2013 | Estadio de Anoeta | Real Sociedad de Fútbol | 0:2       | Manchester United F. C. |
| 27 de noviembre de 2013 | BayArena          | Bayer 04 Leverkusen     | 3:1       | Manchester United F. C. |
| 27 de noviembre de 2013 | Donbass Arena     | F. K. Shajtar Donetsk   | 0:0       | Real Sociedad de Fútbol |
| 9 de diciembre de 2013 | Old Trafford      | Manchester United F. C. | 1:1       | F. K. Shajtar Donetsk   |
| 10 de diciembre de 2013 | Estadio de Anoeta | Real Sociedad de Fútbol | 0:1       | Bayer 04 Leverkusen     |

### Grupo B
| Equipo            | Pts | PJ | PG | PE | PP | GF | GC | Dif |
| ----------------- | --- | -- | -- | -- | -- | -- | -- | --- |
| Real Madrid C. F. | 11  | 6  | 3  | 2  | 1  | 16 | 8  | +8  |
| F. C. København   | 10  | 6  | 2  | 4  | 0  | 11 | 9  | +2  |
| Juventus F. C.    | 8   | 6  | 2  | 2  | 2  | 14 | 13 | +1  |
| Galatasaray S. K. | 2   | 6  | 0  | 2  | 4  | 5  | 16 | -11 |

| \| Fecha \| Lugar \| Local \| Resultado \| Visitante \| \| ------------------------ \| --------------------------- \| ----------------- \| --------- \| ----------------- \| \| 17 de septiembre de 2013 \| Ali Sami Yen Spor Kompleksi \| Galatasaray S. K. \| 1:1 \| Real Madrid C. F. \| \| 17 de septiembre de 2013 \| Parken Stadion \| F. C. København \| 2:2 \| Juventus F. C. \| \| 2 de octubre de 2013 \| Juventus Stadium \| Juventus F. C. \| 3:1 \| Galatasaray S. K. \| \| 2 de octubre de 2013 \| Santiago Bernabeu \| Real Madrid C. F. \| 1:1 \| F. C. København \| \| 23 de octubre de 2013 \| Santiago Bernabeu \| Real Madrid C. F. \| 6:2 \| Juventus F. C. \| \| 23 de octubre de 2013 \| Ali Sami Yen Spor Kompleksi \| Galatasaray S. K. \| 0:1 \| F. C. København \| \| 5 de noviembre de 2013 \| Juventus Stadium \| Juventus F. C. \| 0:2 \| Real Madrid C. F. \| \| 5 de noviembre de 2013 \| Parken Stadion \| F. C. København \| 2:2 \| Galatasaray S. K. \| \| 27 de noviembre de 2013 \| Santiago Bernabeu \| Real Madrid C. F. \| 4:1 \| Galatasaray S. K. \| \| 27 de noviembre de 2013 \| Juventus Stadium \| Juventus F. C. \| 2:2 \| F. C. København \| \| 10 de diciembre de 2013 \| Ali Sami Yen Spor Kompleksi \| Galatasaray S. K. \| 0:5 \| Juventus F. C. \| \| 10 de diciembre de 2013 \| Parken Stadion \| F. C. København \| 3:2 \| Real Madrid C. F. \| |                             |                   |           |                   |
| Fecha | Lugar                       | Local             | Resultado | Visitante         |
| 17 de septiembre de 2013 | Ali Sami Yen Spor Kompleksi | Galatasaray S. K. | 1:1       | Real Madrid C. F. |
| 17 de septiembre de 2013 | Parken Stadion              | F. C. København   | 2:2       | Juventus F. C.    |
| 2 de octubre de 2013 | Juventus Stadium            | Juventus F. C.    | 3:1       | Galatasaray S. K. |
| 2 de octubre de 2013 | Santiago Bernabeu           | Real Madrid C. F. | 1:1       | F. C. København   |
| 23 de octubre de 2013 | Santiago Bernabeu           | Real Madrid C. F. | 6:2       | Juventus F. C.    |
| 23 de octubre de 2013 | Ali Sami Yen Spor Kompleksi | Galatasaray S. K. | 0:1       | F. C. København   |
| 5 de noviembre de 2013 | Juventus Stadium            | Juventus F. C.    | 0:2       | Real Madrid C. F. |
| 5 de noviembre de 2013 | Parken Stadion              | F. C. København   | 2:2       | Galatasaray S. K. |
| 27 de noviembre de 2013 | Santiago Bernabeu           | Real Madrid C. F. | 4:1       | Galatasaray S. K. |
| 27 de noviembre de 2013 | Juventus Stadium            | Juventus F. C.    | 2:2       | F. C. København   |
| 10 de diciembre de 2013 | Ali Sami Yen Spor Kompleksi | Galatasaray S. K. | 0:5       | Juventus F. C.    |
| 10 de diciembre de 2013 | Parken Stadion              | F. C. København   | 3:2       | Real Madrid C. F. |

### Grupo C
| Equipo              | Pts | PJ | PG | PE | PP | GF | GC | Dif |
| ------------------- | --- | -- | -- | -- | -- | -- | -- | --- |
| Benfica             | 14  | 6  | 4  | 2  | 0  | 15 | 5  | +10 |
| Paris Saint-Germain | 7   | 6  | 1  | 4  | 1  | 5  | 7  | -2  |
| Anderlecht          | 5   | 6  | 1  | 2  | 3  | 8  | 13 | -2  |
| Olympiacos          | 4   | 6  | 0  | 4  | 2  | 3  | 6  | -3  |

| \| Fecha \| Lugar \| Local \| Resultado \| Visitante \| \| ------------------------ \| ----------------------------- \| ---------------------- \| --------- \| ---------------------- \| \| 17 de septiembre de 2013 \| Estádio da Luz \| SL Benfica \| 3:0 \| RSC Anderlecht \| \| 18 de septiembre de 2013 \| Estadio Georgios Karaiskakis \| Olympiacos FC \| 0:0 \| Paris Saint-Germain FC \| \| 2 de octubre de 2013 \| Parc des Princes \| Paris Saint-Germain FC \| 1:4 \| SL Benfica \| \| 3 de octubre de 2013 \| Estadio Constant Vanden Stock \| RSC Anderlecht \| 4:2 \| Olympiacos FC \| \| 23 de octubre de 2013 \| Estádio da Luz \| SL Benfica \| 0:0 \| Olympiacos FC \| \| 24 de octubre de 2013 \| Estadio Constant Vanden Stock \| RSC Anderlecht \| 0:1 \| Paris Saint-Germain FC \| \| 6 de noviembre de 2013 \| Parc des Princes \| Paris Saint-Germain FC \| 1:1 \| RSC Anderlecht \| \| 6 de noviembre de 2013 \| Estadio Georgios Karaiskakis \| Olympiacos FC \| 0:1 \| SL Benfica \| \| 27 de noviembre de 2013 \| Parc des Princes \| Paris Saint-Germain FC \| 1:1 \| Olympiacos FC \| \| 28 de noviembre de 2013 \| Estadio Constant Vanden Stock \| RSC Anderlecht \| 3:6 \| SL Benfica \| \| 10 de diciembre de 2013 \| Estádio da Luz \| SL Benfica \| 1:1 \| Paris Saint-Germain FC \| \| 11 de diciembre de 2013 \| Estadio Georgios Karaiskakis \| Olympiacos FC \| 0:0 \| RSC Anderlecht \| |                               |                        |           |                        |
| Fecha | Lugar                         | Local                  | Resultado | Visitante              |
| 17 de septiembre de 2013 | Estádio da Luz                | SL Benfica             | 3:0       | RSC Anderlecht         |
| 18 de septiembre de 2013 | Estadio Georgios Karaiskakis  | Olympiacos FC          | 0:0       | Paris Saint-Germain FC |
| 2 de octubre de 2013 | Parc des Princes              | Paris Saint-Germain FC | 1:4       | SL Benfica             |
| 3 de octubre de 2013 | Estadio Constant Vanden Stock | RSC Anderlecht         | 4:2       | Olympiacos FC          |
| 23 de octubre de 2013 | Estádio da Luz                | SL Benfica             | 0:0       | Olympiacos FC          |
| 24 de octubre de 2013 | Estadio Constant Vanden Stock | RSC Anderlecht         | 0:1       | Paris Saint-Germain FC |
| 6 de noviembre de 2013 | Parc des Princes              | Paris Saint-Germain FC | 1:1       | RSC Anderlecht         |
| 6 de noviembre de 2013 | Estadio Georgios Karaiskakis  | Olympiacos FC          | 0:1       | SL Benfica             |
| 27 de noviembre de 2013 | Parc des Princes              | Paris Saint-Germain FC | 1:1       | Olympiacos FC          |
| 28 de noviembre de 2013 | Estadio Constant Vanden Stock | RSC Anderlecht         | 3:6       | SL Benfica             |
| 10 de diciembre de 2013 | Estádio da Luz                | SL Benfica             | 1:1       | Paris Saint-Germain FC |
| 11 de diciembre de 2013 | Estadio Georgios Karaiskakis  | Olympiacos FC          | 0:0       | RSC Anderlecht         |

### Grupo D
| Equipo                | Pts | PJ | PG | PE | PP | GF | GC | Dif |
| --------------------- | --- | -- | -- | -- | -- | -- | -- | --- |
| CSKA Moscú            | 13  | 6  | 4  | 1  | 1  | 13 | 4  | +9  |
| Manchester City F. C. | 11  | 6  | 3  | 2  | 1  | 15 | 4  | +11 |
| Bayern de Múnich      | 10  | 6  | 3  | 1  | 2  | 10 | 10 | 0   |
| Viktoria Plzeň        | 0   | 6  | 0  | 0  | 6  | 2  | 22 | -20 |

| \| Fecha \| Lugar \| Local \| Resultado \| Visitante \| \| ------------------------ \| --------------------- \| ------------------ \| --------- \| ------------------ \| \| 17 de septiembre de 2013 \| Fußball Arena München \| Bayern de Múnich \| 0:2 \| PFC CSKA Moscú \| \| 17 de septiembre de 2013 \| Stadion města Plzně \| FC Viktoria Plzeň \| 1:4 \| Manchester City FC \| \| 2 de octubre de 2013 \| Etihad Stadium \| Manchester City FC \| 6:0 \| Bayern de Múnich \| \| 2 de octubre de 2013 \| Arena Khimki \| PFC CSKA Moscú \| 5:0 \| FC Viktoria Plzeň \| \| 23 de octubre de 2013 \| Arena Khimki \| PFC CSKA Moscú \| 1:1 \| Manchester City FC \| \| 23 de octubre de 2013 \| Fußball Arena München \| Bayern de Múnich \| 4:0 \| FC Viktoria Plzeň \| \| 5 de noviembre de 2013 \| Etihad Stadium \| Manchester City FC \| 1:2 \| PFC CSKA Moscú \| \| 5 de noviembre de 2013 \| Stadion města Plzně \| FC Viktoria Plzeň \| 1:4 \| Bayern de Múnich \| \| 28 de noviembre de 2013 \| Arena Khimki \| PFC CSKA Moscú \| 1:2 \| Bayern de Múnich \| \| 28 de noviembre de 2013 \| Etihad Stadium \| Manchester City FC \| 3:0 \| FC Viktoria Plzeň \| \| 10 de diciembre de 2013 \| Fußball Arena München \| Bayern de Múnich \| 0:0 \| Manchester City FC \| \| 10 de diciembre de 2013 \| Stadion města Plzně \| FC Viktoria Plzeň \| 0:2 \| PFC CSKA Moscú \| |                       |                    |           |                    |
| Fecha | Lugar                 | Local              | Resultado | Visitante          |
| 17 de septiembre de 2013 | Fußball Arena München | Bayern de Múnich   | 0:2       | PFC CSKA Moscú     |
| 17 de septiembre de 2013 | Stadion města Plzně   | FC Viktoria Plzeň  | 1:4       | Manchester City FC |
| 2 de octubre de 2013 | Etihad Stadium        | Manchester City FC | 6:0       | Bayern de Múnich   |
| 2 de octubre de 2013 | Arena Khimki          | PFC CSKA Moscú     | 5:0       | FC Viktoria Plzeň  |
| 23 de octubre de 2013 | Arena Khimki          | PFC CSKA Moscú     | 1:1       | Manchester City FC |
| 23 de octubre de 2013 | Fußball Arena München | Bayern de Múnich   | 4:0       | FC Viktoria Plzeň  |
| 5 de noviembre de 2013 | Etihad Stadium        | Manchester City FC | 1:2       | PFC CSKA Moscú     |
| 5 de noviembre de 2013 | Stadion města Plzně   | FC Viktoria Plzeň  | 1:4       | Bayern de Múnich   |
| 28 de noviembre de 2013 | Arena Khimki          | PFC CSKA Moscú     | 1:2       | Bayern de Múnich   |
| 28 de noviembre de 2013 | Etihad Stadium        | Manchester City FC | 3:0       | FC Viktoria Plzeň  |
| 10 de diciembre de 2013 | Fußball Arena München | Bayern de Múnich   | 0:0       | Manchester City FC |
| 10 de diciembre de 2013 | Stadion města Plzně   | FC Viktoria Plzeň  | 0:2       | PFC CSKA Moscú     |

### Grupo E
| Equipo             | Pts | PJ | PG | PE | PP | GF | GC | Dif |
| ------------------ | --- | -- | -- | -- | -- | -- | -- | --- |
| Chelsea F. C.      | 18  | 6  | 6  | 0  | 0  | 18 | 1  | +17 |
| F. C. Schalke 04   | 10  | 6  | 3  | 1  | 2  | 14 | 5  | +9  |
| Steaua de Bucarest | 5   | 6  | 1  | 2  | 3  | 5  | 15 | -10 |
| Basel              | 1   | 6  | 0  | 1  | 6  | 4  | 20 | -16 |

| \| Fecha \| Lugar \| Local \| Resultado \| Visitante \| \| ------------------------ \| ----------------- \| ------------------ \| --------- \| ------------------ \| \| 18 de septiembre de 2013 \| Arena AufSchalke \| FC Schalke 04 \| 3:0 \| FC Steaua Bucarest \| \| 18 de septiembre de 2013 \| Stamford Bridge \| Chelsea FC \| 4:0 \| FC Basel 1893 \| \| 1 de octubre de 2013 \| St. Jakob Park \| FC Basel 1893 \| 0:5 \| FC Schalke 04 \| \| 1 de octubre de 2013 \| Stadionul Ghencea \| FC Steaua Bucarest \| 0:4 \| Chelsea FC \| \| 22 de octubre de 2013 \| Stadionul Ghencea \| FC Steaua Bucarest \| 1:1 \| FC Basel 1893 \| \| 22 de octubre de 2013 \| Arena AufSchalke \| FC Schalke 04 \| 0:2 \| Chelsea FC \| \| 6 de noviembre de 2013 \| St. Jakob Park \| FC Basel 1893 \| 1:3 \| FC Steaua Bucarest \| \| 6 de noviembre de 2013 \| Stamford Bridge \| Chelsea FC \| 1:0 \| FC Schalke 04 \| \| 26 de noviembre de 2013 \| Stadionul Ghencea \| FC Steaua Bucarest \| 1:1 \| FC Schalke 04 \| \| 26 de noviembre de 2013 \| St. Jakob Park \| FC Basel 1893 \| 1:2 \| Chelsea FC \| \| 10 de diciembre de 2013 \| Stamford Bridge \| Chelsea FC \| 5:0 \| FC Steaua Bucarest \| \| 11 de diciembre de 2013 \| Arena AufSchalke \| FC Schalke 04 \| 5:1 \| FC Basel 1893 \| |                   |                    |           |                    |
| Fecha | Lugar             | Local              | Resultado | Visitante          |
| 18 de septiembre de 2013 | Arena AufSchalke  | FC Schalke 04      | 3:0       | FC Steaua Bucarest |
| 18 de septiembre de 2013 | Stamford Bridge   | Chelsea FC         | 4:0       | FC Basel 1893      |
| 1 de octubre de 2013 | St. Jakob Park    | FC Basel 1893      | 0:5       | FC Schalke 04      |
| 1 de octubre de 2013 | Stadionul Ghencea | FC Steaua Bucarest | 0:4       | Chelsea FC         |
| 22 de octubre de 2013 | Stadionul Ghencea | FC Steaua Bucarest | 1:1       | FC Basel 1893      |
| 22 de octubre de 2013 | Arena AufSchalke  | FC Schalke 04      | 0:2       | Chelsea FC         |
| 6 de noviembre de 2013 | St. Jakob Park    | FC Basel 1893      | 1:3       | FC Steaua Bucarest |
| 6 de noviembre de 2013 | Stamford Bridge   | Chelsea FC         | 1:0       | FC Schalke 04      |
| 26 de noviembre de 2013 | Stadionul Ghencea | FC Steaua Bucarest | 1:1       | FC Schalke 04      |
| 26 de noviembre de 2013 | St. Jakob Park    | FC Basel 1893      | 1:2       | Chelsea FC         |
| 10 de diciembre de 2013 | Stamford Bridge   | Chelsea FC         | 5:0       | FC Steaua Bucarest |
| 11 de diciembre de 2013 | Arena AufSchalke  | FC Schalke 04      | 5:1       | FC Basel 1893      |

### Grupo F
| Equipo                | Pts | PJ | PG | PE | PP | GF | GC | Dif |
| --------------------- | --- | -- | -- | -- | -- | -- | -- | --- |
| Arsenal F. C.         | 9   | 6  | 2  | 3  | 1  | 12 | 7  | +5  |
| S. S. C. Napoli       | 9   | 6  | 3  | 0  | 3  | 8  | 9  | -1  |
| Borussia Dortmund     | 8   | 6  | 2  | 2  | 2  | 10 | 10 | 0   |
| Olympique de Marsella | 7   | 6  | 2  | 1  | 3  | 10 | 14 | -4  |

| \| Fecha \| Lugar \| Local \| Resultado \| Visitante \| \| ------------------------ \| -------------------- \| --------------------- \| --------- \| --------------------- \| \| 18 de septiembre de 2013 \| Stade Vélodrome \| Olympique de Marsella \| 1:4 \| Arsenal FC \| \| 18 de septiembre de 2013 \| Estadio San Paolo \| SSC Napoli \| 1:0 \| Borussia Dortmund \| \| 1 de octubre de 2013 \| BVB Stadion Dortmund \| Borussia Dortmund \| 5:2 \| Olympique de Marsella \| \| 2 de octubre de 2013 \| Arsenal Stadium \| Arsenal FC \| 4:1 \| SSC Napoli \| \| 22 de octubre de 2013 \| Stade Vélodrome \| Olympique de Marsella \| 2:1 \| SSC Napoli \| \| 23 de octubre de 2013 \| Arsenal Stadium \| Arsenal FC \| 0:0 \| Borussia Dortmund \| \| 6 de noviembre de 2013 \| BVB Stadion Dortmund \| Borussia Dortmund \| 2:2 \| Arsenal FC \| \| 6 de noviembre de 2013 \| Estadio San Paolo \| SSC Napoli \| 2:0 \| Olympique de Marsella \| \| 25 de noviembre de 2013 \| Arsenal Stadium \| Arsenal FC \| 1:1 \| Olympique de Marsella \| \| 26 de noviembre de 2013 \| BVB Stadion Dortmund \| Borussia Dortmund \| 2:1 \| SSC Napoli \| \| 11 de diciembre de 2013 \| Stade Vélodrome \| Olympique de Marsella \| 4:1 \| Borussia Dortmund \| \| 11 de diciembre de 2013 \| Estadio San Paolo \| SSC Napoli \| 2:1 \| Arsenal FC \| |                      |                       |           |                       |
| Fecha | Lugar                | Local                 | Resultado | Visitante             |
| 18 de septiembre de 2013 | Stade Vélodrome      | Olympique de Marsella | 1:4       | Arsenal FC            |
| 18 de septiembre de 2013 | Estadio San Paolo    | SSC Napoli            | 1:0       | Borussia Dortmund     |
| 1 de octubre de 2013 | BVB Stadion Dortmund | Borussia Dortmund     | 5:2       | Olympique de Marsella |
| 2 de octubre de 2013 | Arsenal Stadium      | Arsenal FC            | 4:1       | SSC Napoli            |
| 22 de octubre de 2013 | Stade Vélodrome      | Olympique de Marsella | 2:1       | SSC Napoli            |
| 23 de octubre de 2013 | Arsenal Stadium      | Arsenal FC            | 0:0       | Borussia Dortmund     |
| 6 de noviembre de 2013 | BVB Stadion Dortmund | Borussia Dortmund     | 2:2       | Arsenal FC            |
| 6 de noviembre de 2013 | Estadio San Paolo    | SSC Napoli            | 2:0       | Olympique de Marsella |
| 25 de noviembre de 2013 | Arsenal Stadium      | Arsenal FC            | 1:1       | Olympique de Marsella |
| 26 de noviembre de 2013 | BVB Stadion Dortmund | Borussia Dortmund     | 2:1       | SSC Napoli            |
| 11 de diciembre de 2013 | Stade Vélodrome      | Olympique de Marsella | 4:1       | Borussia Dortmund     |
| 11 de diciembre de 2013 | Estadio San Paolo    | SSC Napoli            | 2:1       | Arsenal FC            |

### Grupo G
| Equipo                  | Pts | PJ | PG | PE | PP | GF | GC | Dif |
| ----------------------- | --- | -- | -- | -- | -- | -- | -- | --- |
| Atlético de Madrid      | 13  | 6  | 4  | 1  | 1  | 17 | 14 | +3  |
| Austria Viena           | 11  | 6  | 3  | 2  | 1  | 12 | 6  | +6  |
| F. C. Porto             | 8   | 6  | 2  | 2  | 2  | 9  | 10 | -1  |
| Zenit Saint Petersburgo | 1   | 6  | 0  | 1  | 5  | 9  | 17 | -8  |

| \| Fecha \| Lugar \| Local \| Resultado \| Visitante \| \| ------------------------ \| ---------------------------- \| ------------------------ \| --------- \| ------------------------ \| \| 18 de septiembre de 2013 \| Estadio Franz Horr \| FK Austria Viena \| 3:0 \| F. C. Porto \| \| 18 de septiembre de 2013 \| Miniestadio Cerro del Espino \| Atlético de Madrid \| 4:2 \| FC Zenit San Petersburgo \| \| 1 de octubre de 2013 \| Estadio Petrovsky \| FC Zenit San Petersburgo \| 0:3 \| FK Austria Viena \| \| 1 de octubre de 2013 \| Estádio do Dragão \| F. C. Porto \| 3:1 \| Atlético de Madrid \| \| 22 de octubre de 2013 \| Estádio do Dragão \| F. C. Porto \| 2:2 \| FC Zenit San Petersburgo \| \| 22 de octubre de 2013 \| Estadio Franz Horr \| FK Austria Viena \| 3:3 \| Atlético de Madrid \| \| 6 de noviembre de 2013 \| Estadio Petrovsky \| FC Zenit San Petersburgo \| 1:2 \| F. C. Porto \| \| 6 de noviembre de 2013 \| Miniestadio Cerro del Espino \| Atlético de Madrid \| 2:1 \| FK Austria Viena \| \| 26 de noviembre de 2013 \| Estádio do Dragão \| F. C. Porto \| 0:0 \| FK Austria Viena \| \| 26 de noviembre de 2013 \| Estadio Petrovsky \| FC Zenit San Petersburgo \| 3:4 \| Atlético de Madrid \| \| 11 de diciembre de 2013 \| Estadio Franz Horr \| FK Austria Viena \| 2:1 \| FC Zenit San Petersburgo \| \| 11 de diciembre de 2013 \| Miniestadio Cerro del Espino \| Atlético de Madrid \| 3:2 \| F. C. Porto \| |                              |                          |           |                          |
| Fecha | Lugar                        | Local                    | Resultado | Visitante                |
| 18 de septiembre de 2013 | Estadio Franz Horr           | FK Austria Viena         | 3:0       | F. C. Porto              |
| 18 de septiembre de 2013 | Miniestadio Cerro del Espino | Atlético de Madrid       | 4:2       | FC Zenit San Petersburgo |
| 1 de octubre de 2013 | Estadio Petrovsky            | FC Zenit San Petersburgo | 0:3       | FK Austria Viena         |
| 1 de octubre de 2013 | Estádio do Dragão            | F. C. Porto              | 3:1       | Atlético de Madrid       |
| 22 de octubre de 2013 | Estádio do Dragão            | F. C. Porto              | 2:2       | FC Zenit San Petersburgo |
| 22 de octubre de 2013 | Estadio Franz Horr           | FK Austria Viena         | 3:3       | Atlético de Madrid       |
| 6 de noviembre de 2013 | Estadio Petrovsky            | FC Zenit San Petersburgo | 1:2       | F. C. Porto              |
| 6 de noviembre de 2013 | Miniestadio Cerro del Espino | Atlético de Madrid       | 2:1       | FK Austria Viena         |
| 26 de noviembre de 2013 | Estádio do Dragão            | F. C. Porto              | 0:0       | FK Austria Viena         |
| 26 de noviembre de 2013 | Estadio Petrovsky            | FC Zenit San Petersburgo | 3:4       | Atlético de Madrid       |
| 11 de diciembre de 2013 | Estadio Franz Horr           | FK Austria Viena         | 2:1       | FC Zenit San Petersburgo |
| 11 de diciembre de 2013 | Miniestadio Cerro del Espino | Atlético de Madrid       | 3:2       | F. C. Porto              |

### Grupo H
| Equipo          | Pts | PJ | PG | PE | PP | GF | GC | Dif |
| --------------- | --- | -- | -- | -- | -- | -- | -- | --- |
| F. C. Barcelona | 16  | 6  | 5  | 1  | 0  | 20 | 5  | +15 |
| A. C. Milan *   | 11  | 6  | 3  | 2  | 1  | 13 | 11 | +2  |
| Celtic F. C.    | 4   | 6  | 1  | 1  | 4  | 8  | 12 | -4  |
| A. F. C. Ajax   | 3   | 6  | 1  | 0  | 5  | 6  | 19 | -13 |

Nota *: partido frente al Ajax no disputado y ganado por 3-0 por razones disciplinarias.
| \| Fecha \| Lugar \| Local \| Resultado \| Visitante \| \| ------------------------ \| --------------- \| --------------- \| --------------- \| --------------- \| \| 17 de septiembre de 2013 \| Mini Estadi \| F. C. Barcelona \| 4:1 \| A. F. C. Ajax \| \| 18 de septiembre de 2013 \| San Siro \| A. C. Milan \| 3:1 \| Celtic F. C. \| \| 1 de octubre de 2013 \| Celtic Park \| Celtic F. C. \| 1:2 \| F. C. Barcelona \| \| 2 de octubre de 2013 \| Amsterdam Arena \| A. F. C. Ajax \| 2:3 \| A. C. Milan \| \| 22 de octubre de 2013 \| Celtic Park \| Celtic F. C. \| 4:1 \| A. F. C. Ajax \| \| 22 de octubre de 2013 \| San Siro \| A. C. Milan \| 2:6 \| F. C. Barcelona \| \| 5 de noviembre de 2013 \| Amsterdam Arena \| A. F. C. Ajax \| 2:1 \| Celtic F. C. \| \| 5 de noviembre de 2013 \| Mini Estadi \| F. C. Barcelona \| 1:1 \| A. C. Milan \| \| 26 de noviembre de 2013 \| Celtic Park \| Celtic F. C. \| 1:1 \| A. C. Milan \| \| 26 de noviembre de 2013 \| Amsterdam Arena \| A. F. C. Ajax \| 0:4 \| F. C. Barcelona \| \| 10 de diciembre de 2013 \| Mini Estadi \| F. C. Barcelona \| 3:0 \| Celtic F. C. \| \| 11 de diciembre de 2013 \| San Siro \| A. C. Milan \| Partido anulado \| A. F. C. Ajax \| |                 |                 |                 |                 |
| Fecha | Lugar           | Local           | Resultado       | Visitante       |
| 17 de septiembre de 2013 | Mini Estadi     | F. C. Barcelona | 4:1             | A. F. C. Ajax   |
| 18 de septiembre de 2013 | San Siro        | A. C. Milan     | 3:1             | Celtic F. C.    |
| 1 de octubre de 2013 | Celtic Park     | Celtic F. C.    | 1:2             | F. C. Barcelona |
| 2 de octubre de 2013 | Amsterdam Arena | A. F. C. Ajax   | 2:3             | A. C. Milan     |
| 22 de octubre de 2013 | Celtic Park     | Celtic F. C.    | 4:1             | A. F. C. Ajax   |
| 22 de octubre de 2013 | San Siro        | A. C. Milan     | 2:6             | F. C. Barcelona |
| 5 de noviembre de 2013 | Amsterdam Arena | A. F. C. Ajax   | 2:1             | Celtic F. C.    |
| 5 de noviembre de 2013 | Mini Estadi     | F. C. Barcelona | 1:1             | A. C. Milan     |
| 26 de noviembre de 2013 | Celtic Park     | Celtic F. C.    | 1:1             | A. C. Milan     |
| 26 de noviembre de 2013 | Amsterdam Arena | A. F. C. Ajax   | 0:4             | F. C. Barcelona |
| 10 de diciembre de 2013 | Mini Estadi     | F. C. Barcelona | 3:0             | Celtic F. C.    |
| 11 de diciembre de 2013 | San Siro        | A. C. Milan     | Partido anulado | A. F. C. Ajax   |

## Segunda fase
Las rondas eliminatorias serán a un solo partido. Las semifinales y la final se jugarán en formato de fase final en el Colovray Stadium, en Nyon, Suiza. No habrá partido por el tercer puesto. 

### Equipos clasificados
Un total de dieciséis clasificados disputaron la fase eliminatoria final de la competición. Los equipos participaron en un sorteo para definir los enfrentamientos de los octavos de final, el cual definiría también las siguientes rondas.
Los equipos fueron divididos en dos bombos (líderes de grupo o cabezas de serie, y segundos clasificados).
| 1.º bombo (Líderes de grupo) | 2.º bombo                         |
| ---------------------------- | --------------------------------- |
| Real Sociedad de Fútbol      | Futbolny Klub Shajtar Donetsk     |
| Real Madrid Club de Fútbol   | Football Club København           |
| Sport Lisboa e Benfica       | París Saint-Germain Football Club |
| Futbolʹnyĭ Klub CSKA Moscú   | Manchester City Football Club     |
| Chelsea Football Club        | Fußball-Club Schalke 04           |
| Arsenal Football Club        | Società Sportiva Calcio Napoli    |
| Club Atlético de Madrid      | Fussball Klub Austria Viena       |
| Fútbol Club Barcelona        | Associazione Calcio Milan         |

### Enfrentamientos
|  | Octavos de final    | Octavos de final    | Octavos de final    |                     |   | Cuartos de final  | Cuartos de final  | Cuartos de final  |  |  | Semifinales | Semifinales | Semifinales |  |  | Final                                         | Final                                         | Final                                         |
|  | 18/25/26 de febrero | 18/25/26 de febrero | 18/25/26 de febrero |                     |   | 11/16/18 de marzo | 11/16/18 de marzo | 11/16/18 de marzo |  |  | 11 de abril | 11 de abril | 11 de abril |  |  | 14 de abril, Centre Sportif de Colovray, Nyon | 14 de abril, Centre Sportif de Colovray, Nyon | 14 de abril, Centre Sportif de Colovray, Nyon |
|  |                     |                     |                     |                     |   |                   |                   |                   |  |  |             |             |             |  |  |                                               |                                               |                                               |
|  |                     |                     |                     |                     |   |                   |                   |                   |  |  |             |             |             |  |  |                                               |                                               |                                               |
|  |                     |                     |                     |                     |   |                   |                   |                   |  |  |             |             |             |  |  |                                               |                                               |                                               |
|  | CSKA Moscú          | 1                   | -                   |                     |   |                   |                   |                   |  |  |             |             |             |  |  |                                               |                                               |                                               |
|  | CSKA Moscú          | 1                   | -                   |                     |   |                   |                   |                   |  |  |             |             |             |  |  |                                               |                                               |                                               |
|  | Paris Saint-Germain | 2                   | -                   |                     |   |                   |                   |                   |  |  |             |             |             |  |  |                                               |                                               |                                               |
|  | Paris Saint-Germain | 2                   | -                   | Paris Saint-Germain | 0 | -                 |                   |                   |  |  |             |             |             |  |  |                                               |                                               |                                               |
|  |                     |                     |                     |                     | 0 | -                 |                   |                   |  |  |             |             |             |  |  |                                               |                                               |                                               |
|  |                     | Real Madrid C. F.   | 1                   | -                   |   |                   |                   |                   |  |  |             |             |             |  |  |                                               |                                               |                                               |
|  | Real Madrid C. F.   | Real Madrid C. F.   | 1                   | -                   | 2 | -                 |                   |                   |  |  |             |             |             |  |  |                                               |                                               |                                               |
|  | Real Madrid C. F.   |                     |                     |                     | 2 | -                 |                   |                   |  |  |             |             |             |  |  |                                               |                                               |                                               |
|  | S. S. C. Napoli     | 1                   | -                   |                     |   |                   |                   |                   |  |  |             |             |             |  |  |                                               |                                               |                                               |
|  | S. S. C. Napoli     | 1                   | -                   | Real Madrid C. F.   | 0 | -                 |                   |                   |  |  |             |             |             |  |  |                                               |                                               |                                               |
|  |                     |                     |                     |                     | 0 | -                 |                   |                   |  |  |             |             |             |  |  |                                               |                                               |                                               |
|  |                     | S. L. Benfica       | 4                   | -                   |   |                   |                   |                   |  |  |             |             |             |  |  |                                               |                                               |                                               |
|  | Atlético de Madrid  | S. L. Benfica       | 4                   | -                   | 0 | -                 |                   |                   |  |  |             |             |             |  |  |                                               |                                               |                                               |
|  | Atlético de Madrid  |                     |                     |                     | 0 | -                 |                   |                   |  |  |             |             |             |  |  |                                               |                                               |                                               |
|  | Manchester City     | 1                   | -                   |                     |   |                   |                   |                   |  |  |             |             |             |  |  |                                               |                                               |                                               |
|  | Manchester City     | 1                   | -                   | Manchester City     | 1 | -                 |                   |                   |  |  |             |             |             |  |  |                                               |                                               |                                               |
|  |                     |                     |                     |                     | 1 | -                 |                   |                   |  |  |             |             |             |  |  |                                               |                                               |                                               |
|  |                     | S. L. Benfica       | 2                   | -                   |   |                   |                   |                   |  |  |             |             |             |  |  |                                               |                                               |                                               |
|  | S. L. Benfica       | S. L. Benfica       | 2                   | -                   | 4 | -                 |                   |                   |  |  |             |             |             |  |  |                                               |                                               |                                               |
|  | S. L. Benfica       |                     |                     |                     | 4 | -                 |                   |                   |  |  |             |             |             |  |  |                                               |                                               |                                               |
|  | Austria Viena       | 1                   | -                   |                     |   |                   |                   |                   |  |  |             |             |             |  |  |                                               |                                               |                                               |
|  | Austria Viena       | 1                   | -                   | S. L. Benfica       | 0 | -                 |                   |                   |  |  |             |             |             |  |  |                                               |                                               |                                               |
|  |                     |                     |                     |                     | 0 | -                 |                   |                   |  |  |             |             |             |  |  |                                               |                                               |                                               |
|  |                     | F. C. Barcelona     | 3                   | -                   |   |                   |                   |                   |  |  |             |             |             |  |  |                                               |                                               |                                               |
|  | Chelsea F. C.       | F. C. Barcelona     | 3                   | -                   | 4 | -                 |                   |                   |  |  |             |             |             |  |  |                                               |                                               |                                               |
|  | Chelsea F. C.       |                     |                     |                     | 4 | -                 |                   |                   |  |  |             |             |             |  |  |                                               |                                               |                                               |
|  | A. C. Milan         | 1                   | -                   |                     |   |                   |                   |                   |  |  |             |             |             |  |  |                                               |                                               |                                               |
|  | A. C. Milan         | 1                   | -                   | Chelsea F. C.       | 1 | -                 |                   |                   |  |  |             |             |             |  |  |                                               |                                               |                                               |
|  |                     |                     |                     |                     | 1 | -                 |                   |                   |  |  |             |             |             |  |  |                                               |                                               |                                               |
|  |                     | F. C. Schalke 04    | 3                   | -                   |   |                   |                   |                   |  |  |             |             |             |  |  |                                               |                                               |                                               |
|  | Real Sociedad       | F. C. Schalke 04    | 3                   | -                   | 1 | -                 |                   |                   |  |  |             |             |             |  |  |                                               |                                               |                                               |
|  | Real Sociedad       |                     |                     |                     | 1 | -                 |                   |                   |  |  |             |             |             |  |  |                                               |                                               |                                               |
|  | F. C. Schalke 04    | 2                   | -                   |                     |   |                   |                   |                   |  |  |             |             |             |  |  |                                               |                                               |                                               |
|  | F. C. Schalke 04    | 2                   | -                   | F. C. Schalke 04    | 0 | -                 |                   |                   |  |  |             |             |             |  |  |                                               |                                               |                                               |
|  |                     |                     |                     |                     | 0 | -                 |                   |                   |  |  |             |             |             |  |  |                                               |                                               |                                               |
|  |                     | F. C. Barcelona     | 1                   | -                   |   |                   |                   |                   |  |  |             |             |             |  |  |                                               |                                               |                                               |
|  | F. C. Barcelona     | F. C. Barcelona     | 1                   | -                   | 4 | -                 |                   |                   |  |  |             |             |             |  |  |                                               |                                               |                                               |
|  | F. C. Barcelona     |                     |                     |                     | 4 | -                 |                   |                   |  |  |             |             |             |  |  |                                               |                                               |                                               |
|  | F. C. Copenhague    | 1                   | -                   |                     |   |                   |                   |                   |  |  |             |             |             |  |  |                                               |                                               |                                               |
|  | F. C. Copenhague    | 1                   | -                   | F. C. Barcelona     | 4 | -                 |                   |                   |  |  |             |             |             |  |  |                                               |                                               |                                               |
|  |                     |                     |                     |                     | 4 | -                 |                   |                   |  |  |             |             |             |  |  |                                               |                                               |                                               |
|  |                     | Arsenal F. C.       | 2                   | -                   |   |                   |                   |                   |  |  |             |             |             |  |  |                                               |                                               |                                               |
|  | Arsenal F. C.       | Arsenal F. C.       | 2                   | -                   | 3 | -                 |                   |                   |  |  |             |             |             |  |  |                                               |                                               |                                               |
|  | Arsenal F. C.       |                     |                     |                     | 3 | -                 |                   |                   |  |  |             |             |             |  |  |                                               |                                               |                                               |
|  | Shajtar Donetsk     | 1                   | -                   |                     |   |                   |                   |                   |  |  |             |             |             |  |  |                                               |                                               |                                               |

### Octavos de final

#### F. C. Barcelona - F. C. Copenhague
| 18 de febrero de 2014, 18:00 | F. C. Barcelona                                | 4:1 (2:1) | F. C. Copenhague | Mini Estadi, Barcelona, España |                             |
|                              | El Haddadi 26', 88' · Rolón 37' · Godswill 77' | Reporte   | Nielsen 16'      | Árbitro(s): Jonathan Lardot    | Árbitro(s): Jonathan Lardot |

#### Chelsea F. C. - A. C. Milan
| 25 de febrero de 2014, 16:00 | Chelsea F. C.                           | 4:1 (1:0) | A. C. Milan | Cobham Training Centre, Surrey, Inglaterra |                            |
|                              | Baker 44', 74' · Boga 53' · Kiwomya 78' | Reporte   | Petagna 81' | Árbitro(s): Peter Kralović                 | Árbitro(s): Peter Kralović |

#### Real Sociedad - F. C. Schalke 04
| 25 de febrero de 2014, 19:00 | Real Sociedad | 1:2 (0:0) | F. C. Schalke 04          | Anoeta, San Sebastián, España |                           |
|                              | Sangalli 54'  | Reporte   | Müller 64' · Multhaup 74' | Árbitro(s): Jari Järvinen     | Árbitro(s): Jari Järvinen |

#### Arsenal F. C. - Shajtar Donetsk
| 25 de febrero de 2014, 19:00 | Arsenal F. C.                              | 3:1 (1:1) | Shajtar Donetsk | Meadow Park, Borehamwood, Inglaterra |                           |
|                              | Toral 24' · Olsson 71' (pen.) · Gnabry 73' | Reporte   | Boryachuk 44'   | Árbitro(s): Robert Rogers            | Árbitro(s): Robert Rogers |

#### CSKA Moscú - Paris Saint-Germain
| 26 de febrero de 2014, 15:00 | CSKA Moscú  | 1:2 (0:2) | Paris Saint-Germain       | Rodina Stadium, Jimki, Rusia |                         |
|                              | Efremov 49' | Reporte   | Ongenda 19' · Herve 45+1' | Árbitro(s): Enea Jorgji      | Árbitro(s): Enea Jorgji |

#### S. L. Benfica - Austria Viena
| 26 de febrero de 2014, 17:00 | S. L. Benfica                                        | 4:1 (0:1) | Austria Viena | Futebol Campus, Seixal, Portugal |                              |
|                              | Carvalho 52' · Baldé 70' · Santos 79' · Guedes 90+2' | Reporte   | Kvasina 9'    | Árbitro(s): Nikola Dabanović     | Árbitro(s): Nikola Dabanović |

#### Real Madrid C. F. - S. S. C. Napoli
| 26 de febrero de 2014, 18:00 | Real Madrid C. F.              | 2:1 (1:0) | S. S. C. Napoli | Alfredo Di Stéfano, Madrid, España |                            |
|                              | Javier Muñoz 15' · Febas 90+5' | Reporte   | Łasicki 71'     | Árbitro(s): Andreas Pappas         | Árbitro(s): Andreas Pappas |

#### Atlético de Madrid - Manchester City
| 26 de febrero de 2014, 20:00 | Atlético de Madrid | 0:1 (0:1) | Manchester City | Cerro Del Espino, Majadahonda, España |                         |
|                              |                    | Reporte   | Cole 25'        | Árbitro(s): Tore Hansen               | Árbitro(s): Tore Hansen |

### Cuartos de final

#### Paris Saint-Germain - Real Madrid C. F.
| 11 de marzo de 2014, 18:00 | Paris Saint-Germain | 0:1 (0:0) | Real Madrid C. F. | Sébastien Charléty, París, Francia |                            |
|                            |                     | Reporte   | Sánchez 72'       | Árbitro(s): Petr Ardeleanu         | Árbitro(s): Petr Ardeleanu |

#### Chelsea F. C. - F. C. Schalke 04
| 16 de marzo de 2014, 14:30 | Chelsea F. C. | 1:3 (0:2) | F. C. Schalke 04                           | Cobham Training Centre, Surrey, Inglaterra |                           |
|                            | Swift 65'     | Reporte   | Starke 6' (pen.) · Multhaup 44' · Pick 78' | Árbitro(s): Arnold Hunter                  | Árbitro(s): Arnold Hunter |

#### F. C. Barcelona - Arsenal F. C.
| 18 de marzo de 2014, 18:00 | F. C. Barcelona                               | 4:2 (1:1) | Arsenal F. C.          | Mini Estadi, Barcelona, España |                              |
|                            | El Haddadi 31' · Adama 50', 90' · Kaptoum 88' | Reporte   | Gnabry 42' · Akpom 83' | Árbitro(s): Alexander Harkam   | Árbitro(s): Alexander Harkam |

#### Manchester City - S. L. Benfica
| 18 de marzo de 2014, 20:00 | Manchester City | 1:2 (1:0) | S. L. Benfica            | Ewen Fields, Hyde, Inglaterra |                           |
|                            | Fofana 12'      | Reporte   | Guedes 74' · Estrela 82' | Árbitro(s): Mete Kalkavan     | Árbitro(s): Mete Kalkavan |

### Semifinales

#### Real Madrid C. F. - S. L. Benfica
| 11 de abril de 2014, 13:00 | Real Madrid C. F. | 0:4 (0:3) | S. L. Benfica                                           | Centre Sportif de Colovray, Nyon, Suiza |                           |
|                            |                   | Reporte   | Pereira 9' · Nuno 15' (pen.), 17' · Rochinha 56' (pen.) | Árbitro(s): Radu Petrescu               | Árbitro(s): Radu Petrescu |

#### F. C. Schalke 04 - F. C. Barcelona
| 11 de abril de 2014, 16:30 | F. C. Schalke 04 | 0:1 (0:0) | F. C. Barcelona | Centre Sportif de Colovray, Nyon, Suiza |                              |
|                            |                  | Reporte   | El Haddadi 72'  | Árbitro(s): Paweł Raczkowski            | Árbitro(s): Paweł Raczkowski |

### Final
| 1          | POR        | Thierry Graça  |     |
| 3          | DEF        | João Nunes     |     |
| 4          | DEF        | Alex Alfaiate  | 83' |
| 2          | DEF        | Rafael Ramos   |     |
| 5          | DEF        | Rebocho        |     |
| 6          | MED        | Estrela        |     |
| 8          | MED        | Gilson Costa   | 64' |
| 10         | MED        | Rochinha       |     |
| 7          | DEL        | Romário Baldé  |     |
| 9          | DEL        | Gonçalo Guedes |     |
| 11         | DEL        | Nuno Santos    |     |
| Entrenador | Entrenador | João Tralhão   |     |

| 1          | POR        | Fabrice Ondoa       |       |
| 3          | DEF        | Roger Riera         |       |
| 15         | DEF        | Rodrigo Tarín       |       |
| 2          | DEF        | Elohor Godswill     |       |
| 4          | DEF        | Xavi Quintillà      |       |
| 6          | MED        | Jordi Ortega        |       |
| 8          | MED        | Lionel Enguene      | 72'   |
| 17         | MED        | Wilfrid Kaptoum     | 89'   |
| 21         | DEL        | Mohamed El Ouriachi |       |
| 23         | DEL        | Adama Traoré        |       |
| 9          | DEL        | Munir El Haddadi    | 90+2' |
| Entrenador | Entrenador | Jordi Vinyals       |       |

| 17 | DEL | Hildeberto Pereira | 64' |
| 18 | DEL | João Gomes         | 83' |

| 20 | MED | Juan Antonio  | 72'   |
| 7  | DEL | Alain Ebwelle | 89'   |
| 11 | DEL | Maxi Rolón    | 90+2' |

| Anotado | 9'  | Rodrigo Tarín    | 0-1 |
| Anotado | 33' | Munir El Haddadi | 0-2 |
| Anotado | 88' | Munir El Haddadi | 0-3 |

| Amonestado | 17'   | Gonçalo Guedes |
| Amonestado | 27'   | Nuno Santos    |
| Amonestado | 41'   | Romário Baldé  |
| Amonestado | 90+1' | João Nunes     |
| Amonestado | 90+1' | Rochinha       |

| Amonestado | 14' | Elohor Godswill  |
| Amonestado | 16' | Jordi Ortega     |
| Amonestado | 42' | Roger Riera      |
| Amonestado | 59' | Munir El Haddadi |
| Amonestado | 81' | Juan Antonio     |

| Árbitro:             | Miroslav Zelinka |
| Árbitros asistentes: | Ondřej Pelikán   |
| Árbitros asistentes: | Krystof Mencl    |
| Cuarto árbitro:      | Stephan Klossner |
| Reporte              |                  |

| 1          | POR        | Thierry Graça  |     |
| 3          | DEF        | João Nunes     |     |
| 4          | DEF        | Alex Alfaiate  | 83' |
| 2          | DEF        | Rafael Ramos   |     |
| 5          | DEF        | Rebocho        |     |
| 6          | MED        | Estrela        |     |
| 8          | MED        | Gilson Costa   | 64' |
| 10         | MED        | Rochinha       |     |
| 7          | DEL        | Romário Baldé  |     |
| 9          | DEL        | Gonçalo Guedes |     |
| 11         | DEL        | Nuno Santos    |     |
| Entrenador | Entrenador | João Tralhão   |     |

| 1          | POR        | Fabrice Ondoa       |       |
| 3          | DEF        | Roger Riera         |       |
| 15         | DEF        | Rodrigo Tarín       |       |
| 2          | DEF        | Elohor Godswill     |       |
| 4          | DEF        | Xavi Quintillà      |       |
| 6          | MED        | Jordi Ortega        |       |
| 8          | MED        | Lionel Enguene      | 72'   |
| 17         | MED        | Wilfrid Kaptoum     | 89'   |
| 21         | DEL        | Mohamed El Ouriachi |       |
| 23         | DEL        | Adama Traoré        |       |
| 9          | DEL        | Munir El Haddadi    | 90+2' |
| Entrenador | Entrenador | Jordi Vinyals       |       |

| 17 | DEL | Hildeberto Pereira | 64' |
| 18 | DEL | João Gomes         | 83' |

| 20 | MED | Juan Antonio  | 72'   |
| 7  | DEL | Alain Ebwelle | 89'   |
| 11 | DEL | Maxi Rolón    | 90+2' |

| Anotado | 9'  | Rodrigo Tarín    | 0-1 |
| Anotado | 33' | Munir El Haddadi | 0-2 |
| Anotado | 88' | Munir El Haddadi | 0-3 |

| Amonestado | 17'   | Gonçalo Guedes |
| Amonestado | 27'   | Nuno Santos    |
| Amonestado | 41'   | Romário Baldé  |
| Amonestado | 90+1' | João Nunes     |
| Amonestado | 90+1' | Rochinha       |

| Amonestado | 14' | Elohor Godswill  |
| Amonestado | 16' | Jordi Ortega     |
| Amonestado | 42' | Roger Riera      |
| Amonestado | 59' | Munir El Haddadi |
| Amonestado | 81' | Juan Antonio     |

| Árbitro:             | Miroslav Zelinka |
| Árbitros asistentes: | Ondřej Pelikán   |
| Árbitros asistentes: | Krystof Mencl    |
| Cuarto árbitro:      | Stephan Klossner |
| Reporte              |                  |

| Bandera de España                   |
| Campeón F. C. Barcelona 1.er título |

## Goleadores
| Jugador                | Equipo            | Goles | Minutos |
| ---------------------- | ----------------- | ----- | ------- |
| Munir El Haddadi       | F. C. Barcelona   | 11    | 704'    |
| Devante Cole           | Manchester City   | 6     | 578'    |
| John Swift             | Chelsea F. C.     | 6     | 630'    |
| Rochinha               | S. L. Benfica     | 6     | 642'    |
| Florian Pick           | F. C. Schalke 04  | 5     | 422'    |
| Gennaro Tutino         | S. S. C. Napoli   | 5     | 520'    |
| Juan José Narváez      | Real Madrid C. F. | 5     | 523'    |
| Marcos Lopes           | Manchester City   | 5     | 530'    |
| James Wilson           | Manchester United | 5     | 540'    |
| Svyatoslav Georgievski | CSKA Moscú        | 5     | 553'    |

## Asistentes
| Jugador             | Club               | Asistencias | Minutos |
| ------------------- | ------------------ | ----------- | ------- |
| Munir El Haddadi    | F. C. Barcelona    | 5           | 704'    |
| Rochinha            | S. L. Benfica      | 5           | 732'    |
| Lionel Enguene      | F. C. Barcelona    | 4           | 829'    |
| Mohamed El Ouriachi | F. C. Barcelona    | 3           | 257'    |
| Denys Arendaruk     | FK Shajtar Donetsk | 3           | 288'    |
| Davide Di Molfetta  | A. C. Milan        | 3           | 324'    |
| Younes Bnou-Marzouk | Juventus F. C.     | 3           | 351'    |
| Sam Byrne           | Manchester United  | 3           | 351'    |
| Enzo Fernández      | Real Madrid C. F.  | 3           | 352'    |